# Willy den Turk
Wilhelmina den Turk –conocida como Willy den Turk– (Róterdam, 3 de abril de 1908-Róterdam, 18 de junio de 1937) fue una deportista neerlandesa que compitió en natación. Ganó dos medallas en el Campeonato Europeo de Natación de 1927.

## Palmarés internacional
| Campeonato Europeo | Campeonato Europeo | Campeonato Europeo | Campeonato Europeo |
| Año                | Lugar              | Medalla            | Prueba             |
| ------------------ | ------------------ | ------------------ | ------------------ |
| 1927               | Bolonia (Italia)   | Medalla de oro     | 100 m espalda      |
| 1927               | Bolonia (Italia)   | Medalla de plata   | 4 × 100 m libre    |